# Solid Serenade
«Серенада кохання» (англ. Solid Serenade) — двадцять шостий епізод зі знаменитої серії короткометражок «Том і Джеррі». Епізод випущено 31 серпня 1946 року.

## Сюжет
Камера показує нам сад і будку сторожового собаки, на будці якого написано «Кілер». Том перестрибує через стіну будинку і бачить свою кохану — Тудлз. Тому виводить Кілера з гри, виманивши пса з будки, вдаривши його молотком і зв'язавши руки і ноги. Потім кіт використовує свій контрабас як тренажер «коник» і дострибує на ньому до балкона своєї коханої. Кіт починає співати пісню «Is You Is or Is You Ain't My Baby» 1944 року.

Шум пісні будить мишеня Джеррі, а під джазові ритми його будинок танцює. Том вистрілює самого себе з контрабаса, як стрілу з лука, прямо до зв'язаного, беззахисного вбивці і грає ту ж мелодію на його губах. Том явно не вважає зайвим ніяке приниження, яке він міг би заподіяти ненависному псу. У Джеррі в будинку все догори дном, він в люті кидає свій піжамний ковпак на підлогу: не дали поспати!
Мишеня мстить Тому, кинувши в кота пиріг з кухні. Спочатку Том не звертає на це уваги, але після другого удару Том вривається на кухню. Кіт стрибає на Джеррі з прасувальної дошки, як з трампліна, але потрапляє в мийку, повної посуду і розбиває її всю. Джеррі біжить до вікна і затискає рамою яка опускається на шию Тома. Придушений Том істерично кричить. Мишеня розв'язує Спайка. Пес змінює свою повсякденну вставну щелепу на службову, висловлює своє шаленство випусканням пари з вух і паровозним гудком, а потім починає гонитву за Томом. Кіт ухиляється від укусів пса і ховається за стіною. Спайк заглядає за стіну, але Том вже напоготові і б'є Спайка цеглою. Джеррі знову вводить Спайка в гонитву, вдаривши його дошкою.
Поки Спайк підлітає від болю, Джеррі дає дошку Тому, змушуючи Спайка, який приземлився, повірити, що саме кіт вдарив його дошкою. Тому каже Спайку: «Хороший песик, нужбо, апорт!» і кидає дошку.
У Спайку пробуджуються природні інстинкти, і він біжить за дошкою, але, піймавши її, пес розуміє, що він — осел. Дія наближається до порогу будинку, і, бігаючи туди-сюди від Спайка, Том періодично зупиняється, щоб поцілувати Тудлз, але на третій раз підступний Спайк підставляє себе замість Тудлз. В результаті Том обіймає Спайка.
Не помічаючи, що він тримає в обіймах не свою кохану, а пса, Том говорить йому голосом знаменитого мелодраматичного актора Шарля Буайє: "Я люблю тебе. Ти запалила вогонь в моїй душі. І це не просто іскра. Це полум'я. Справжнє РЕВУЧЕ ПОЛУМ'Я!!!! Я його вже відчуваю … "і тут Том перериває свої пристрасні пояснення, тому що бачить як Тудлз, з нерозумінням дивиться на ці «ніжності між чоловіками».
Тут же він розуміє, що в обіймах у нього, не кішка, а Спайк — і Том несподівано для всіх міцно вдаряє Спайка головою об землю: це відключило пса на короткий час і дало йому шанс втекти. Кіт ховається від пса, і бачить, що Джеррі ховається в будку Спайка. Тому залазить туди, видаючи при цьому сатанинський сміх Дракули: кіт впевнений, що його жертва тепер нікуди не дінеться. Дивно, але Том не помітив, що в маленькій будці вже підстерігав його Спайк: видно, що ця Буда всередині набагато ширше і складніше, ніж здається зовні. Пес, Кіт і миша в дану секунду сидять в ній всі троє, але поки не зіткнулися між собою. Пес висовує голову з будки, допомагає Джеррі вийти, і з таким же сміхом залазить в будку.
Тома б'ють, і незабаром ми бачимо, як Тудлз дивиться на Спайка та Джеррі, що стоять під її балконом.
Пара грає на Томі, прив'язаному до контрабаса.

## Цікаві факти
- Серія буде фігурувати в сюжетах епізодів «Jerry's Diary», «Smitten Kitten» і «Smarty Cat». В результаті, серія стала найбільш пам'ятним епізодом «Тома і Джеррі». Причому в останньому епізоді для цієї серій присутня альтернативна сцена, де Том свистить Тудлз, а не грає на контрабасі.
- Образ білої кішечки Тудлз (у всіх випусках «Том і Джеррі», де вона з'являється) — це шарж на Лану Тернер. Є додаткове «пасхальне яйце» для тих, хто знає біографію цієї актриси. Тудлз готується до візиту Тома — і немилосердно вищипує собі брови. Лана Тернер в юності для однієї з ролей вискубала собі брови майже повністю, і вони так і не відросли заново. Тому колеги прозвали Лану «дівчиною з намальованими бровами».
- Популярна думка, що пісню "Is You Is or Is You Ain't My Baby " в цьому епізоді виконує сам Фред Квімбі, але це не так. Пісню в даному епізоді виконує маловідомий широкому колу людей актор і співак 1930-40-х років Айра «Бак» Вудс (англ. Iris "Buck" Woods, 5 квітня 1905 — 27 вересня 1974).[1][2] Ймовірно, його ім'я не включили у вступні титри серії через етнічної дискримінації щодо чорношкірих у США в ті роки.
- «Палка любовна промова» Тома взята прямо зі звукової доріжки серії «The Zoot Cat».
- Дія цього мультфільму відбувалася в понеділок 3 червня, згідно мультфільму «Щоденник Джеррі», де використовувався його фрагмент.
- У дубляжі деяких каналів на початку перепалки Спайка і Тома рик пса змінений на обрізаний звук старту початку перепалки. В інших дубляжах змін немає, і оригінальний сюжет зберігся.